# Ito Masahiro
Masahiro Ito (sinh ngày 9 tháng 11 năm 1988) là một cầu thủ bóng đá người Nhật Bản.

## Sự nghiệp câu lạc bộ
Masahiro Ito đã từng chơi cho Vissel Kobe.